# Oyabe
Oyabe (小矢部市 Oyabe-shi?) este un municipiu din Japonia, prefectura Toyama.
Are o suprafață de 134,07 km². Populația este de 28.634 locuitori, determinată în 1 martie 2021.